# Shahrestān-e Dasht-e Āzādegān
Shahrestān-e Dasht-e Āzādegān (persiska: شهرستان دشت آزادگان, دشت آزادگان) är en delprovins (shahrestan) i Iran.   Den ligger i provinsen Khuzestan, i den västra delen av landet, 500 km sydväst om huvudstaden Teheran.
Delprovinsen hade 107 989 invånare 2016.